# Divisió de Kanpur
La divisió de Kanpur  és una entitat administrativa de l'estat d'Uttar Pradesh a l'Índia.
Està formada pel següents districtes:
- Districte de Kanpur Nagar
- Districte d'Akbarpur o Districte de Kanpur Dehat
- Districte d'Etawah
- Districte de Farrukhabad
- Districte de Kannauj
- Districte d'Auraiya